# Dennis Hull
Pour les articles homonymes, voir Hull.
Dennis William Hull (né le 19 novembre 1944 à Pointe Anne, dans la province de l'Ontario au Canada) est un joueur professionnel retraité de hockey sur glace ayant évolué à la position d'ailier gauche.

## Carrière
À l'instar de son célèbre frère Bobby Hull, Dennis grandit au niveau junior sous l'observation des Black Hawks de Chicago, club de la Ligue nationale de hockey. S'alignant durant quatre saisons dans l'Association de hockey de l'Ontario, il connait une lente progression puis éclate lors de sa dernière saison dans cette ligue avec les Black Hawks de Saint Catharines avec qui il inscrit 97 points en 55 rencontres.
Devenant joueur professionnel en 1964-1965 avec les Black Hawks, cependant ses performances sur glace sont rapidement comparées à celles de son frère beaucoup plus productif au chapitre des points. Après avoir inscrit six points en 25 rencontres lors de sa deuxième saison à Chicago, il est cédé aux Braves de Saint-Louis, club affilié aux Hawks et évoluant dans la Ligue centrale professionnelle de hockey, il revient avec le grand club pour la saison 1966-1967, décrochant un poste permanent dans la LNH.
Il connait ses meilleures saisons en carrière au début des années 1970 alors qu'il forme un trio avec Hubert Martin et Jim Pappin. Lors de la saison 1972-1973 il parvient à inscrire 90 points en 78 rencontres de saison régulière, soit son plus haut nombre de points en LNH. Il obtient lors de cette même saison une invitation pour représenter le Canada à l’occasion de la Série du siècle de 1972 où il inscrit quatre points en autant de parties.
Après seize saisons sous le maillot des Black Hawks, il rejoint son ami Ted Lindsay avec les Red Wings de Détroit pour la saison 1977-1978 à la suite de quoi il annonce son retrait de la compétition.

## Statistiques

### Statistiques en club
| Saison     | Équipe                          | Ligue      |     | Saison régulière | Saison régulière | Saison régulière | Saison régulière | Saison régulière |    | Séries éliminatoires | Séries éliminatoires | Séries éliminatoires | Séries éliminatoires | Séries éliminatoires |
| Saison     | Équipe                          | Ligue      | PJ  | B                | A                | Pts              | Pun              | PJ               | B  | A                    | Pts                  | Pun                  |                      |                      |
| 1960-1961  | Teepees de Saint Catharines     | AHO        | 47  | 6                | 4                | 10               | 33               | 6                | 0  | 1                    | 1                    | 2                    |                      |                      |
| 1961-1962  | Teepees de Saint Catharines     | AHO        | 50  | 6                | 12               | 18               | 29               | 2                | 0  | 0                    | 0                    | 0                    |                      |                      |
| 1962-1963  | Black Hawks de Saint Catharines | AHO        | 50  | 19               | 29               | 48               | 73               |                  |    |                      |                      |                      |                      |                      |
| 1963-1964  | Black Hawks de Saint Catharines | AHO        | 55  | 48               | 49               | 97               | 123              | 12               | 4  | 11                   | 15                   | 50                   |                      |                      |
| 1964-1965  | Black Hawks de Chicago          | LNH        | 55  | 10               | 4                | 14               | 18               | 6                | 0  | 0                    | 0                    | 0                    |                      |                      |
| 1965-1966  | Braves de Saint-Louis           | CPHL       | 40  | 11               | 16               | 27               | 14               | 5                | 2  | 1                    | 3                    | 0                    |                      |                      |
| 1965-1966  | Black Hawks de Chicago          | LNH        | 25  | 1                | 5                | 6                | 6                | 3                | 0  | 0                    | 0                    | 0                    |                      |                      |
| 1966-1967  | Black Hawks de Chicago          | LNH        | 70  | 25               | 17               | 42               | 33               | 6                | 0  | 1                    | 1                    | 12                   |                      |                      |
| 1967-1968  | Black Hawks de Chicago          | LNH        | 74  | 18               | 15               | 33               | 34               | 11               | 1  | 3                    | 4                    | 6                    |                      |                      |
| 1968-1969  | Black Hawks de Chicago          | LNH        | 72  | 30               | 34               | 64               | 25               |                  |    |                      |                      |                      |                      |                      |
| 1969-1970  | Black Hawks de Chicago          | LNH        | 76  | 17               | 35               | 52               | 31               | 8                | 5  | 2                    | 7                    | 0                    |                      |                      |
| 1970-1971  | Black Hawks de Chicago          | LNH        | 78  | 40               | 26               | 66               | 16               | 18               | 7  | 6                    | 13                   | 2                    |                      |                      |
| 1971-1972  | Black Hawks de Chicago          | LNH        | 78  | 30               | 39               | 69               | 10               | 8                | 4  | 2                    | 6                    | 4                    |                      |                      |
| 1972-1973  | Black Hawks de Chicago          | LNH        | 78  | 39               | 51               | 90               | 27               | 16               | 9  | 15                   | 24                   | 4                    |                      |                      |
| 1973-1974  | Black Hawks de Chicago          | LNH        | 74  | 29               | 39               | 68               | 15               | 10               | 6  | 3                    | 9                    | 0                    |                      |                      |
| 1974-1975  | Black Hawks de Chicago          | LNH        | 69  | 16               | 21               | 37               | 10               | 5                | 0  | 2                    | 2                    | 0                    |                      |                      |
| 1975-1976  | Black Hawks de Chicago          | LNH        | 80  | 27               | 39               | 66               | 28               | 4                | 0  | 0                    | 0                    | 0                    |                      |                      |
| 1976-1977  | Black Hawks de Chicago          | LNH        | 75  | 16               | 17               | 33               | 2                | 2                | 1  | 0                    | 1                    | 0                    |                      |                      |
| 1977-1978  | Red Wings de Détroit            | LNH        | 55  | 5                | 9                | 14               | 6                | 7                | 0  | 0                    | 0                    | 2                    |                      |                      |
| Totaux LNH | Totaux LNH                      | Totaux LNH | 959 | 303              | 351              | 654              | 261              | 104              | 33 | 34                   | 67                   | 30                   |                      |                      |

### Statistiques en équipe nationale
| Année | Équipe | Compétition     |   | PJ | B | A | Pts | Pun |
| 1972  | Canada | Série du siècle | 4 | 2  | 2 | 4 | 4   |     |

## Honneurs et trophées
- Association de hockey de l'Ontario
  - Nommé dans la première équipe d'étoiles en 1964.
- Ligue nationale de hockey
  - Nommé dans la deuxième équipe d'étoiles en 1973
  - Invité au Match des étoiles de la LNH à cinq reprises, soit en 1969, 1971, 1972, 1973 et en 1974.

## Transaction en carrière
- 2 décembre 1977 : échangé par les Black Hawks de Chicago au Red Wings de Détroit en retour du choix de quatrième ronde des Red Wings au repêchage de 1980 (les Black Hawks sélectionnent avec ce choix Carey Wilson).

## Parenté dans le sport
- Il est le frère de Bobby Hull, ancien joueur des Black Hawks surnommé le « Golden Jet » en raison de sa rapidité, il fut intronisé au temple de la renommée du hockey en 1983.
- Son neveu Brett Hull (fils de Bobby), ancien joueur des Blues de Saint-Louis surnommé le « Golden Brett » en référence à son célèbre père, fut intronisé au temple de la renommée du hockey en 2009.